# Mohamed Sissoko
Mohamed Sissoko (født 22. januar 1985) er en fransk født malisisk fodboldspiller, som i øjeblikket spiller for mexicanske Atlético San Luis. Han har spillet i en række store europæiske klubber såsom Liverpool, Juventus, Valencia og Paris Saint-Germain. Foruden det, har han også spillet for Auxerre i hjemlandet og på et lejeophold i italienske Fiorentina.
Selvom Sissoko kunne være blevet udtaget til det franske fodboldlandshold valgte han i stedet at spille for det land, hvor han oprindeligt har sin rødder, nemlig Mali.
Mohamed Sissoko er kendt for at spille positionen som defensiv midtbane.